# Infinity on High
Infinity on High là album thứ tư của nhóm nhạc Mỹ Fall Out Boy. Album được phát hành ngày 5 tháng 2 năm 2007, nối tiếp thành công của album "From Under the Cork Tree". Trong tuần đầu tiên, album đã bán được 260,000 bản, đứng đầu bảng xếp hạng Billboard 200. Trong số 14 bài hát trong album, có 4 bài được phát hành dưới dạng đĩa đơn và 3 trong số đó nằm trong bảng xếp hạng Billboard Hot 100. Các đĩa đơn thành công là "This Ain't a Scene, It's an Arms Race", "Thnks fr th Mmrs" và "The Take Over, the Breaks Over". Album "Infinity on High" nhận được phản ứng tích cực từ giới phê bình, đạt 75/100 điểm trên trang Metacritic, 3.5/5 trên trang Blender và The Rolling Stone. Album cũng được chứng nhận bạch kim và đứng thứ 21 trong top 50 album bán chạy nhất năm 2007.
Các bài hát nằm trong album:
1."Thriller" (có sự tham gia của Jay-Z)	3:30
2.""The Take Over, the Breaks Over"" (có sự tham gia của Chad Gilbert and Ryan Ross) 3:34
3."This Ain't a Scene, It's an Arms Race" 3:32
4."I'm Like a Lawyer with the Way I'm Always Trying to Get You Off (Me & You)" 3:31
5."Hum Hallelujah" 3:50
6."Golden" 2:32
7."Thnks fr th Mmrs" 3:21
8."Don't You Know Who I Think I Am?" 2:51
9."The (After) Life of the Party" 3:21
10."The Carpal Tunnel of Love" 3:23
11."Bang the Doldrums" 3:31
12."Fame < Infamy" 3:06
13."You're Crashing, but You're No Wave" 3:42
14."I've Got All This Ringing in My Ears and None on My Fingers" 4:06